# Juli Sergejewitsch Iljaschenko

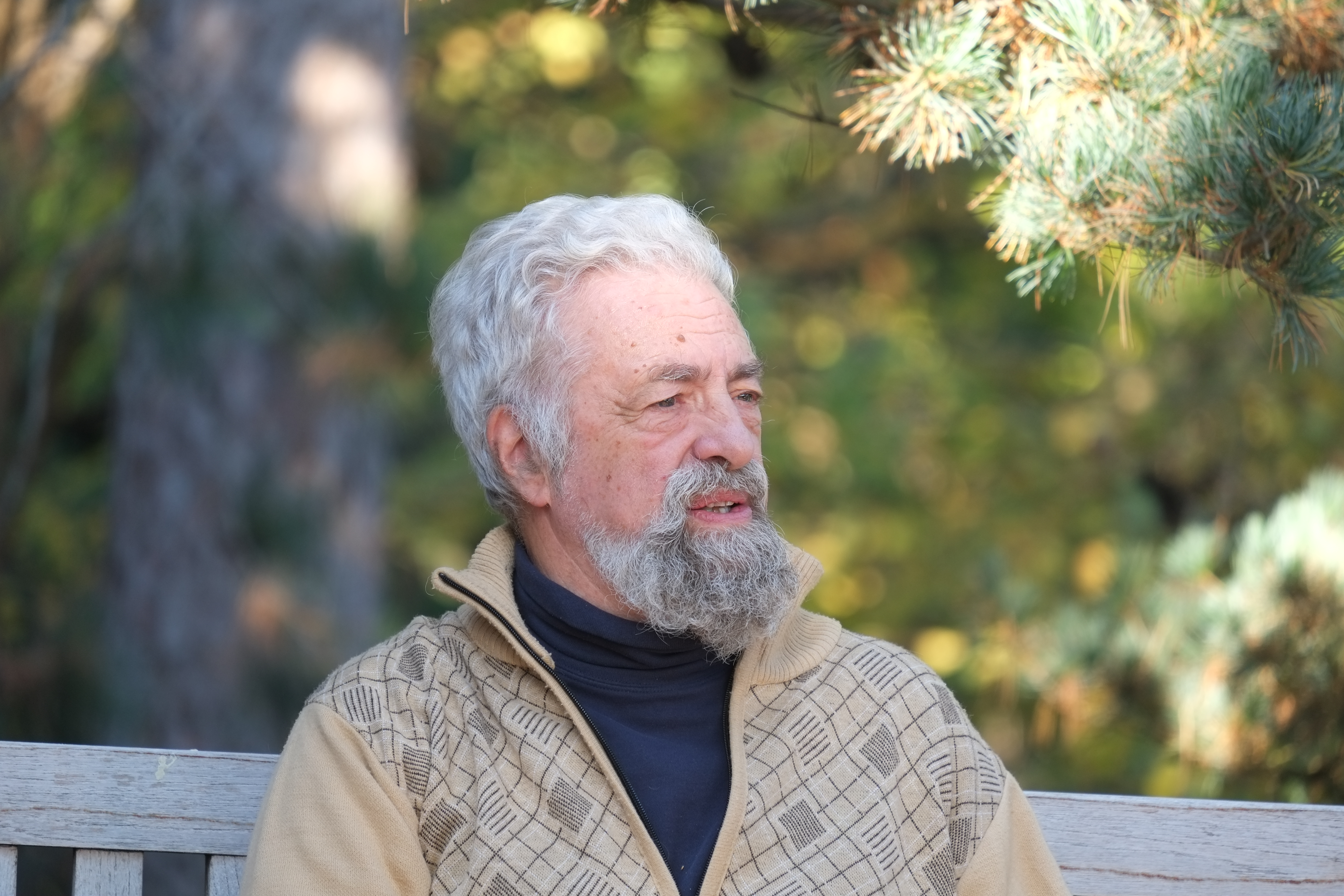

Juli Sergejewitsch Iljaschenko (russisch Юлий Сергеевич Ильяшенко, englische Transkription Yulij S. Ilyashenko; * 4. November 1943 in Moskau) ist ein russischer Mathematiker, der sich mit Dynamischen Systemen, Differentialgleichungen und Blätterungen im Komplexen befasst.
Iljaschenko wurde 1969 bei Jewgeni Michailowitsch Landis an der Lomonossow-Universität promoviert. Er war Professor an der Lomonossow-Universität, war am Steklow-Institut und ist Professor an der Cornell University. Außerdem lehrte er an der Unabhängigen Universität Moskau und war deren Rektor.
Er befasst sich unter anderem mit dem, was er als infinitesimales 16. Hilbert-Problem bezeichnet: was kann man über Anzahl und Lage der Grenzzyklen eines planaren polynomialen ebenen Vektorfeldes (das heißt Lösungen einer reellen polynomialen Differentialgleichung, Komponenten vom Grad n) machen? Das Problem ist ungelöst. Iljaschenko benutzte hier neue Techniken der komplexen Analysis (wie die Methode funktionaler Ko-Ketten, functional cochains). Er bewies das reelle ebene polynomiale Vektorfelder nur endlich viele Grenzzyklen haben. Unabhängig zeigte das auch Jean Écalle und ein älterer Beweisversuch von Henri Dulac (1923) wurde von Iljaschenko in den 1970er Jahren als fehlerhaft erkannt.
Er war Invited Speaker auf dem Internationalen Mathematikerkongress 1990 in Kyoto (Finiteness Theorems for limit cycles). Er ist Fellow der American Mathematical Society.

## Schriften
- Finiteness theorems for limit cycles, American Mathematical Society Translations, 1991 (und gleichnamiger Aufsatz Russian Mathematical Surveys, 45, 1990, 143-200)
- mit Li Weigu: Nonlocal Bifurcations, Mathematical Surveys and Monographs, AMS 1998
- mit S. Yakovenko: Lectures on analytic differential equations, AMS 2007
- Herausgeber mit Yakovenko: Concerning Hilberts 16. Problem, AMS 1995
- Herausgeber: Nonlinear Stokes Phenomena, Advances in Soviet Mathematics 14, AMS 1993
- Herausgeber mit Christiane Rousseau: Normal Forms, Bifurcations and Finiteness Problems in Differential Equations, Proceedings of a NATO seminar, Montreal, 2002, Kluwer, 2004
  - darin von Iljaschenko: Selected topics in differential equations with real and complex time, 317-354
- mit G. Buzzard, S. Hruska: Kupka-Smale theorem for polynomial automorphisms of {\displaystyle C^{2}} and persistence of heteroclinic intersections, Inventiones Mathematicae, Band 161, 2005, S. 45–89
- mit Gorodetski Some new robust properties of invariant sets and attractors of dynamical systems, Functional Analysis and Applications, 33, Nr. 2, 1999, S. 16–32.